# Echt Gold – Mein Magazin
Echt Gold – Mein Magazin (eigene Schreibweise: Echt GOLD – Mein Magazin) ist ein deutsches Servicemagazin, das vom 22. April 2013 bis zum 28. März 2014 auf Sat.1 Gold ausgestrahlt wurde. Produziert wurde die Sendung von Maz & More TV Produktion.

## Konzept
Das Servicemagazin behandelte Themen wie unter anderem Einkaufen, Kochen, Wohnen, Reisen und Gesundheit.

## Ausstrahlung
Die Sendung wurde von Montag bis Freitag um 17:00 Uhr auf Sat.1 Gold ausgestrahlt. Moderiert wurde die 50-minütige Sendung von Annika Lau, die zuvor auf Sat.1 „Push – Das Sat.1-Magazin“ bzw. „Das Sat.1-Magazin“ präsentiert hatte. Vertreten wurde Lau von Gaby Papenburg, die ebenfalls zuvor schon die Wochenendausgaben des Sat.1 Magazins moderiert hatte. Jeden Samstag von 16.00 bis 20.15 Uhr wurden die Folgen der Woche wiederholt.